# Histoire de la radiologie
L'histoire de la radiologie est l'étude de l'évolution au cours du temps des techniques de la radiologie appliquées essentiellement, mais pas seulement, au domaine médical. 

## Histoire
L'histoire de la radiologie naît en 1895, par la découverte des rayons X par le physicien Wilhelm Röntgen. 